# سیارک ۱۷۱۸۶
سیارک ۱۷۱۸۶ (به انگلیسی: 17186 Sergivanov، نامگذاری:1999VP28) هفده هزار و صد و هشتاد و ششمین سیارک کشف شده‌است که در ۳ نوامبر ۱۹۹۹ کشف شد.
قدر مطلق سیارک برابر ۱۰.۷ است.